# Anomotherium
Anomotherium — це вимерлий рід ламантинів, який жив у мілководних морях на території сучасної північної Німеччини. Його найближчим родичем є Miosiren.

## Екологія
Як і сучасні сирени, Anomotherium, ймовірно, міг харчуватися морськими травами, бурими водоростями та молюсками на мілкому морському дні.